# District de Temir
Le district de Temir (kazakh : Темір ауданы) est un district de l’oblys d'Aktioubé au Kazakhstan.  

## Géographie
Le centre administratif du district est Temir.

## Démographie
La population est de 36 551 habitants en 2013. 